# Боротьба з тютюнопалінням у нацистській Німеччині
Боротьба з тютюнопаліням у нацистській Німеччині — перша в новітній історії державна програма з боротьби проти паління тютюну.
У XX столітті громадська кампанія з боротьби проти куріння велася в багатьох країнах, але державну підтримку така кампанія отримала лише в Німеччині після приходу до влади націонал-соціалістів
Керівництво НСДАП засуджувало куріння . Кампанія спиралася також на особисту огиду Гітлера до тютюну і була пов'язана з антисемітизмом та расизмом.
Нацистське керівництво заохочувало наукові дослідження наслідків паління , і німецька наука мала пріоритет у даному напрямку, зокрема, німецьким лікарям вперше вдалося довести зв'язок між тютюнопалінням та раком легень.
Програма включала заборону на куріння в трамваях, автобусах і електричках, обмеження раціону сигарет в армії і збільшення податку на тютюн. По всій країні велася пропаганда відмови від куріння. Були введені обмеження на рекламу тютюну, обмежений раціон тютюнових виробів, що виділяються для жінок, обмежено куріння в ресторанах і кафе. 

Незважаючи на всі зусилля, споживання тютюну продовжувало збільшуватися з 1933 по 1939, але, починаючи з 1939 і по 1945 почалося зниження споживання, особливо серед військовослужбовців.